# Adromischus inamoenus
Adromischus inamoenus är en fetbladsväxtart som beskrevs av H. Tölken. Adromischus inamoenus ingår i släktet Adromischus och familjen fetbladsväxter. Inga underarter finns listade i Catalogue of Life.